# Andriej Chatanziejski
Andriej Gurjewicz Chatanziejski (ros. Андрей Гурьевич Хатанзейский, ur. 1923 we wsi Mochcza w Republice Komi, zm. 9 kwietnia 1945 nad jeziorem Balaton) – radziecki wojskowy, sierżant, Bohater Związku Radzieckiego (1945).

## Życiorys
Urodził się w rodzinie komiackiego hodowcy reniferów. Miał wykształcenie podstawowe, pracował w kołchozie, od 25 lutego 1942 służył w Armii Czerwonej, od września 1942 uczestniczył w wojnie z Niemcami. Walczył na Froncie Dońskim, Stepowym, 2 i 3 Ukraińskim, brał udział w wyzwoleniu Ukrainy, Mołdawii, zajmowaniu Bułgarii i Jugosławii, był czterokrotnie ranny. Jako dowódca oddziału 341 samodzielnego batalionu saperów 233 Dywizji Piechoty 57 Armii 3 Frontu Ukraińskiego 6 listopada 1944 na lekkiej łodzi wraz z grupą saperów przeprawił się przez Dunaj w Jugosławii i przeprowadził rozpoznanie obrony i miejsc możliwego przeprowadzenia desantu, następnie w walkach 9-12 listopada 1944 osobiście zabił ok. 10 Niemców. Zginął w walkach nad Balatonem. W Peczorze jego imieniem nazwano ulicę.

## Odznaczenia
- Złota Gwiazda Bohatera Związku Radzieckiego (24 marca 1945)
- Order Lenina (24 marca 1945)
- Order Czerwonej Gwiazdy

I medale.